# Stenoxia erythropis
Stenoxia erythropis là một loài bướm đêm trong họ Noctuidae.